# Verenigde Naties Commissie voor de Status van Vrouwen
De Commissie voor de Status van Vrouwen (Engels: United Nations Commission on the Status of Women, afgekort met CSW of UNCSW) in (Nederland VN-Vrouwentop genoemd) is een functionele commissie van de Economische en Sociale Raad van de Verenigde Naties (ECOSOC), een van de belangrijkste organen van de Verenigde Naties. De CSW is het VN-orgaan dat gendergelijkheid en de rechten van vrouwen en meisjes wereldwijd bevordert.
Jaarlijks komen vertegenwoordigers van VN-lidstaten voor de CSW bijeen op het hoofdkantoor van de Verenigde Naties in New York om de voortgang op het gebied van gendergelijkheid en vrouwenrechten te evalueren, uitdagingen te identificeren, wereldwijde normen vast te stellen en beleidsadviezen te formuleren om gendergelijkheid en de vooruitgang van vrouwen en meisjes wereldwijd te bevorderen. Tijdens de CSW onderhandelen VN-lidstaten met elkaar over een slotdocument dat de Overeengekomen Conclusies (Engels: Agreed Conclusions) of Politieke Declaratie (Engels: Political Declaration) wordt genoemd.  

## Structuur
De CSW komt één keer per jaar voor twee weken bij elkaar, in maart in New York, de Verenigde Staten. Tot januari 2025, zijn er in totaal 68 sessies geweest van de CSW. UN Women ondersteunt alle aspecten van het werk van de Commissie en faciliteert mogelijkheden voor maatschappelijke organisaties om betrokken te zijn.

### Lidmaatschap
De CSW bestaat uit één vertegenwoordiger uit elk van de 45 lidstaten die door ECOSOC zijn gekozen op basis van de volgende geografische spreiding: 13 leden uit Afrika; 11 uit Azië; 9 uit Latijns-Amerika en het Caribisch gebied; 4 uit Oost-Europa en 8 uit West-Europa en andere landen. Leden worden gekozen voor een termijn van vier jaar. Nederland was van 2012 tot en met 2015 lid en is sinds 2024 weer lid (tot en met 2027).
In april 2017 koos ECOSOC dertien nieuwe leden voor de CSW voor een termijn van vier jaar (2018-2022). Eén van die nieuwe lidstaten was Saoedi-Arabië, dat bekritiseerd werd vanwege de behandeling van vrouwen. 

### Dagelijks Bestuur
Het Dagelijks Bestuur van de CSW speelt een belangrijke rol bij de voorbereiding en uitvoering van de jaarlijkse CSW vergaderingen. Het bestaat uit vijf leden en wordt gevormd door één vertegenwoordiger per regio (Afrika; Azië; Latijns-Amerika en het Caribisch gebied; Oost-Europa; en uit West-Europa en andere landen). Leden worden gekozen voor een termijn van twee jaar. Nederland is sinds 2024 lid van het Dagelijks Bestuur. 
In 2024 werd Saoedi-Arabië de voorzitter van het dagelijks bestuur (Engels: Bureau of the Commission), wat tot kritiek leidde van internationale mensenrechtenorganisaties.

## Geschiedenis
De CSW werd in 1946 opgericht als een mechanisme om kwesties met betrekking tot de politieke, economische, burgerlijke, sociale en onderwijsrechten van vrouwen te bevorderen, te monitoren en erover te rapporteren. Het was een unieke officiële structuur om de aandacht te vestigen op de zorgen en het leiderschap van vrouwen binnen de VN. De CSW kwam voor het eerst bijeen in Lake Success, New York, in februari 1947. 
Een van de eerste taken van de CSW was het bijdragen aan het opstellen van de Universele Verklaring van de Rechten van de Mens. Commissieleden verzetten zich tegen verwijzingen naar 'mannen' als synoniem voor mensen en tegen zinnen als 'mannen zijn broeders'. Ze ondervonden weerstand van leden van de Commissie voor de Rechten van de Mens.

### Oorspronkelijke leden
De eerste sessie (1947) van de CSW telde 15 aanwezige leden/ afgevaardigden, allemaal vrouwen:
- Jessie Mary Grey Street, Australië
- Evdokia Oeralova, Wit-Russische Socialistische Sovjetrepubliek
- Zee Yuh-tsung, China (toen nog de Republiek)
- Graciela Morales F. de Echeverria, Costa Rica
- Bodil Begtrup, Denemarken
- Marie-Hélène Lefaucheux, Frankrijk
- Sara Basterrechea Ramírez, Guatemala
- Sharifah Hamid Ali, India
- Amalia C. de Castillo Ledón, Mexico
- Alice Kandalft Cosma, Syrië
- Mihri Pektaş, Turkije
- Elizavieta Alekseevna Popova, Unie van Socialistische Sovjetrepublieken
- Mary Sutherland, Verenigd Koninkrijk
- Dorothy Kenyon, Verenigde Staten van Amerika
- Isabel de Urdaneta, Venezuela

### Uitzetting van de Islamitische Republiek Iran
In december 2022 werd de Islamitische Republiek Iran uitgesloten van het lidmaatschap van de CSW. Dit gebeurde vlak na de dood van Mahsa Amini en het gewelddadige optreden van de overheid tegen mensenrechtenactivisten in Iran. Dit was de eerste keer in de geschiedenis van de commissie dat een lid werd uitgesloten vanwege de behandeling van vrouwen.    Nederland heeft in deze beslissing geen rol van betekenis gespeeld aangezien het op dat moment geen lid was van de ECOSOC. 

## Relatie met NGOs
Maatschappelijke organisaties (NGOs) mogen aan sommige sessies van de CSW deelnemen en organiseren onder andere hun eigen parallelle evenementen via de organisatie NGO CSW/NY op het CSW NGO Forum.

### CSW NGO vertegenwoordigers
Sinds maart 2018 neemt Nederland een NGO vertegenwoordiger mee in haar delegatie naar de CSW. Dit proces wordt gecoördineerd door WO=MEN Dutch Gender Platform in samenwerking met het ministerie van Onderwijs, Cultuur en Wetenschap (OCW) en het ministerie van Buitenlandse Zaken.
NGO vertegenwoordigers in de Nederlandse CSW delegatie tot en met 2024:
- Barbara van Paassen, namens ActionAid bij de 62ste CSW in maart 2018[11]
- Nicole Mathot, namens CNV Internationaal bij de 63ste CSW in maart 2019
- Joyce Hamilton, namens COC International bij de 64ste CSW in 2020. In verband met COVID-maatregelen werd de vergadering op het laatste moment afgelast en is er later in het jaar alsnog een declaratie overeengekomen.
- Qurine Lengkeek, namens CHOICE for Youth & Sexuality bij de 65ste CSW in maart 2021[12]
- Sanne van de Voort, namens Women Engage for a Common Future (WECF) bij de 66ste CSW in maart 2022[13]
- Mariëlle Feenstra, namens 75InQ bij de 67ste CSW in maart 2023[14]
- Gijs Verbraak, namens ActionAid bij de 68ste CSW in maart 2024[15]

### CSW jongerenvertegenwoordiger
In maart 2024 werd voor het eerst ook een jongerenvertegenwoordiger meegenomen in de CSW delegatie naar New York. Dit proces wordt gecoördineerd door de NJR in samenwerking met het ministerie van Onderwijs, Cultuur en Wetenschap (OCW) en het ministerie van Buitenlandse Zaken. De eerste CSW jongerenvertegenwoordiger was Fenna Timsi.